# チェルノモール県

チェルノモール県の地図

チェルノモール県（ロシア語:Черноморская губерния）は、1896年に黒海沿岸部に設置されたロシア帝国の県（グベールニヤ）の1つ。首都はノヴォロッシースク。

## 概要
チェルノモール県の面積は、6,455平方ベルスタ（約7,300 km²）であり、ロシア帝国内で最も小さい県であった。ノヴォロッシースク、トゥアプセ、ソチの3管区（округ）を管轄した。
1896年に、クバン州から分離して設置されたが、ロシア革命後の1918年に、チェルノモール・ソビエト共和国（Черноморская Советская Республика）に改組され、首都もトゥアプセに移された。同年にクバン州と合併して、クバン・チェルノモール・ソビエト共和国（Кубано-Черноморская Советская Республика）に、さらに、スタヴロポリ県、テレク州と合併して、北カフカス・ソビエト共和国（Северо-Кавказская Советская Республика）に改編された。
1897年の統計では、県内の総人口は約57,000人と推計されている。民族構成は、ロシア人が43%、ウクライナ人が16%、アルメニア人が11%、ギリシア人が10%、チェルケス人が3%となっており、他にチェコ人、ユダヤ人、モルドバ人、グルジア人、エストニア人、ベラルーシ人などが含まれる。